# Ковачевич, Сабахудин
Сабахудин Ковачевич (словен. Sabahudin Kovačevič; род. 26 февраля 1986, Есенице) — словенский хоккейный защитник и тренер. В составе сборной Словении дважды участвовал в Олимпийских играх (2014, 2018), а также 10 раз выступал на чемпионатах мира (4 раза — в высшем дивизионе). На данный момент возглавляет сборную Словении для игроков не старше 18 лет.
Младший брат хоккеиста Сенада Ковачевича.